# Aulo Cremucio Cordo
Aulo Cremucio Cordo  (m. 25) fue un historiador romano del siglo I.

## Biografía
Quedan unos pocos fragmentos de su obra, que principalmente cubren las guerras civiles romanas y el reinado de Augusto.
En el año 25 fue acusado por Satrio Secundo y Pinario Nata del delito de maiestas, por elogiar a Casio y Bruto en su Historia de las guerras civiles y del reinado de Augusto y decir del primero que fue el último romano.
Cuando estaba a punto de ser juzgado y seguramente condenado a muerte por instigación de Sejano, prefecto del pretorio bajo Tiberio, se dejó morir de hambre para evitar el suplicio. El Senado mandó quemar sus obras, de las que su hija Marcia logró salvar algunos fragmentos.